# Parti vert européen
« PVE » redirige ici. Pour les autres significations, voir PVE (homonymie).
Pour les articles homonymes, voir EGP.
 (avril 2020).
Si vous disposez d'ouvrages ou d'articles de référence ou si vous connaissez des sites web de qualité traitant du thème abordé ici, merci de compléter l'article en donnant les références utiles à sa vérifiabilité et en les liant à la section « Notes et références ».
Le Parti vert européen (en anglais : European Green Party, abrégé en EGP) est un parti politique européen créé le 22 février 2004 à Rome. Il est composé de 36 partis écologistes nationaux dans 32 États d'Europe, dont des états non-membres de l'Union Européenne. Il prend la succession de la Fédération européenne des Partis verts. C'est en fait une fédération de partis écologistes européens bénéficiant de financements spécifiques de l'Union européenne. Depuis 2007, la Fédération des jeunes verts européens est sa branche jeune.
Au Parlement européen, les Verts siègent avec les députés régionalistes de l'Alliance libre européenne au sein du groupe Verts/ALE.
Sur les autres continents, ses homologues sont la Fédération des Verts africains, la Fédération des Verts d'Asie et du Pacifique et la Fédération des partis verts des Amériques. Les quatre fédérations constituent Les Verts mondiaux (Global Greens).

## Histoire
Lors des élections européennes de 1984, les Verts allemands et belges obtiennent des sièges au Parlement européen. Toutefois, même s'ils siègent ensemble dans le Groupe Arc-en-ciel, les premiers fondent la Fédération de l'Alliance verte-Alternative européenne avec les partis de la future Gauche verte néerlandaise et deux partis marxistes italiens, tandis qu'Ecolo (Wallonie) et Agalev (Flandre) refusent d'y entrer. En prévision des élections européennes de 1989, les Verts des principaux pays européens rédigent un programme commun et créent un Groupe au Parlement européen après les élections.
Les 19 et 20 juin 1993, des représentants de 23 partis membres de la Coordination des Verts européens, ainsi que de huit partis souhaitant y adhérer, se réunissent à Helsinki. Ils adoptent les Principes directeurs des Verts européens et créent la Fédération européenne des partis verts, auquel succédera le Parti vert européen en 2004.
C'est la première fois dans l'histoire de l'Union qu'une famille politique pousse l'intégration à ce point[réf. nécessaire]. Les précédents regroupements n'étaient constitués que d'une coalition de partis nationaux (PPE, PSE, et autres groupes politiques au Parlement européen).
Il a été créé au quatrième congrès de la fédération européenne des Partis verts les 20-22 février 2004 à Rome lors d'une convention de partis avec plus de 1 000 délégués. Trente-deux partis Verts de toute l'Europe ont rejoint ce nouveau parti pan-européen. La fondation du nouveau parti s'est concrétisée avec la signature du traité constituant le parti au Capitole de Rome,.
Les Verts européens est la première véritable organisation de partis politiques européenne, dans le sens où chaque membre des partis membres est aussi un membre du parti européen. Jusqu'au 21 février 2004, seule la fédération des partis existait, comme la fédération européenne des Partis verts et des fédérations similaires pour les partis conservateurs, sociaux-démocrates ou libéraux.
Il n'en reste pas moins que le parti Vert européen, comme tous les autres partis dits européens d'ailleurs, reste essentiellement une fédération de représentants des partis nationaux, la législation actuelle ne lui permettant de participer aux élections sans passer par les partis nationaux. Par ailleurs, l'adhésion directe au Parti vert européen n'est pas possible même si souhaitée par certains. Une partie des Verts, notamment en France, refusent cette possibilité en considérant qu'elle n'est pas cohérente avec le principe fédéral : les Verts français adhèrent en effet à leur région et sont ipso facto membres du parti Les Verts, parti écologiste, confédération écologiste, et que c'est la même logique qui doit prévaloir pour le PVE.
Lors des élections européennes de 2004 et 2009, le parti vert européen met en place une campagne commune aux différents partis verts de l'Union européenne. À l'occasion des élections européennes de 2014, il décide de l'organisation d'une élection primaire pour désigner deux têtes de listes communes, c'est la primaire européenne verte. Il s'agit de la première élection primaire ouverte à tous à l'échelle européenne ; en effet, tous les habitants de l'Union européenne de plus de 16 ans sont appelés à voter.
L'électorat des Verts est principalement constitué par la classe moyenne à fort capital culturel. Il s’agit d’un groupe social vivant dans les métropoles, bénéficiant de la mondialisation et ne se positionnant pas très à gauche sur les questions socio-économiques. En Finlande, les écologistes se situent même sur la droite des sociaux-démocrates.

### Dans les parlements nationaux
En 1979, le parti vert suisse a été le premier à obtenir un élu vert dans une assemblée parlementaire nationale. Aujourd'hui[Quand ?], 168 Verts de 15 partis membres siègent dans les parlements nationaux en Autriche, en Belgique, à Chypre, en Finlande, en France, en Allemagne, en Irlande, en Italie, en Lettonie, au Luxembourg, aux Pays-Bas, au Portugal, en Espagne, en Suède et en Suisse. Lors des élections européennes de juin 1999, ils ont obtenu 35 sièges au Parlement européen. Ensemble, avec 10 autres eurodéputés de partis régionalistes ou candidats indépendants, ils ont formé le Groupe des Verts/Alliance libre européenne (Verts/ALE) totalisant 45 membres au Parlement européen. La coopération de la Fédération avec les Verts au PE est très étroite, plus particulièrement sur les questions de portée politique européenne. Les Verts/ALE sont un partenaire exclusif des verts européens au Parlement européen.

## Personnalités

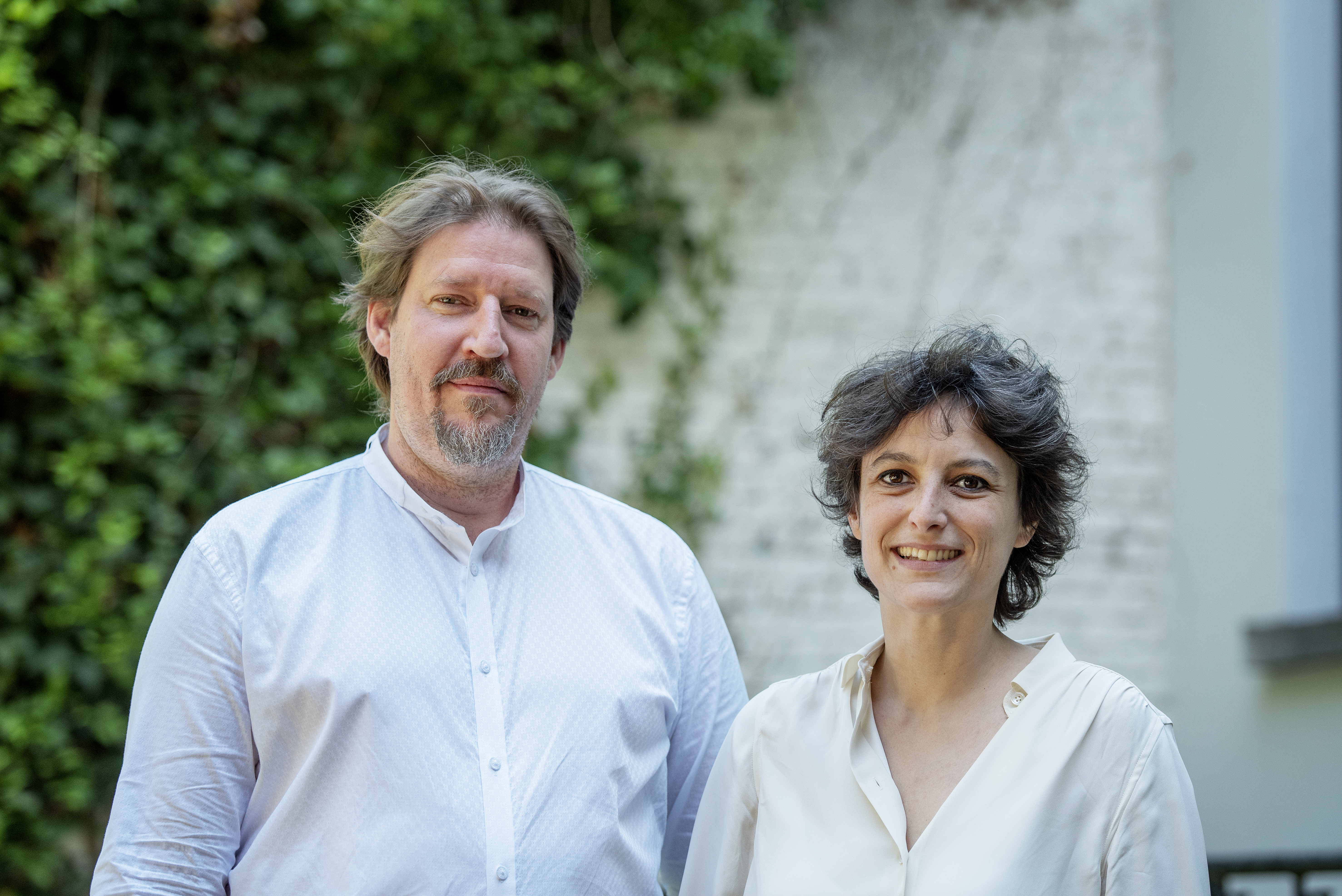
Thomas Waitz et Mélanie Vogel (2022).

Jusqu'en 2022, les deux porte-paroles sont Évelyne Huytebroeck et Thomas Waitz. La secrétaire générale est Mar Garcia. Au 35e congrès du Parti vert européen, en juin 2022, Thomas Waitz est réélu porte-parole, Mélanie Vogel est élue porte-parole en remplacement d'Évelyne Huytebroeck. Benedetta de Marte devient secrétaire générale.
À l'occasion des élections européennes de juin 2004, le parti a mené une campagne électorale dans tous les pays de l'Union, et les figures emblématiques du parti (dont Monica Frassoni et Joschka Fischer) ont fait des apparitions dans toute l'Union.
De février à décembre 2004, la Lettonie s'est dotée d'un premier chef de gouvernement vert d'Europe en la personne d'Indulis Emsis, vice-président de l'Union des paysans et des Verts.

## Programme
Selon son communiqué de presse, le nouveau parti devrait se consacrer à trois domaines : la paix, la sauvegarde de l'environnement et les Droits humains.
Le programme des Verts européens met typiquement l'accent sur les sujets Verts tels que l'énergie nucléaire, la sécurité du consommateur et la libération de la femme. Dans le domaine des politiques Internet, le groupe Verts/ALE du parlement est devenu connu pour son support appuyé des initiatives pour une infrastructure libre de l'information, spécialement dans leur travail sur la brevabilité des implémentations logicielles en 2003.
Le premier rôle des nouveaux Verts européens a été la campagne pour le parlement européen en juin 2004 (voir élections européennes de 2004), qui fut la première campagne électorale en Europe qui défend des propos et slogans similaires dans tous les pays de l'UE. Cela n'eut guère d'impact, les élections européennes sont en effet celles qui attirent le moins l'électeur et il y vote très majoritairement sur des problématiques politiques nationales.

### Budget
- Doter l'Europe de moyens budgétaires

### Emploi
- Rompre avec le libéralisme productiviste
- Réduire le temps de travail
- Harmoniser les législations fiscales et sociales
- Pour des minima sociaux
- Démocratiser les entreprises, renforcer les syndicats
- Pour une politique monétaire au service de l'emploi et de l'environnement

### Constitution
- Pour une constitution efficiente sociale laïque, civique et évolutive, sortir des politiques libérales
- Pour un référendum transnational

### Turquie
- Accepter l'entrée de la Turquie, pour soutenir la démocratie.

### Sécurité
- Harmoniser les législations et procédures judiciaires et policières
- Coopérer avec les pays du Sud, pour la démocratie et l'auto-développement

### Services publics
- Pour les défendre dans les régions

### Écologie
- Réduire la pollution

### Territoires
- Pour le commerce équitable, les services publics, et une agriculture biologique
- Reconnaître les euro-régions

### Éducation
- Encourager les échanges culturels et universitaires
- Soutenir toutes les langues
- Pour des filières éducatives européennes

### Santé
- Donner la priorité contre le sida et le cancer

### Divers
- Interdire la marchandisation du vivant
- Pour les logiciels libres
- Protéger les animaux
- Combattre les discriminations

## Appellations en d'autres langues
Dans une langue officielle de l'UE :
- (bg) Европейска Зелена Партия
- (cs) Evropská Strana Zelených
- (de) Europäische Grüne Partei
- (en) European Green Party (EGP)
- (es) Partido Verde Europeo
- (fi) Euroopan Vihreä Puolue
- (it) Partito Verde Europeo
- (nl) Europese Groene Partij
- (pl) Europejska Partia Zielonych
- (pt) Partido Verde Europeu
- (sv) Europeiska Gröna Partiet

Dans une langue non officielle de l'UE :
- (ca) Partit Verd Europeu
- (eo) Eŭropa Verda Partio
- (br) Ar Re C'hlas Europeat
- (eu) Alderdi Berde Europarra

## Organisation
Les organes de décision des verts européens sont le congrès, qui se tient tous les trois ans, le conseil (composé de un à huit délégués pour chaque parti membre) qui se tient deux fois par an et le comité, composé de neuf membres (le comité exécutif de la fédération). Son secrétariat est localisé à Bruxelles.
Les lettres d'information bimestrielles et le site des verts européens sont les principaux canaux d'information vers les partis membres et autres intéressés, groupes et individus.
Liste des congrès et conseils :
- 1er congrès : 20-22 février 2004 à Rome
  - 1er conseil : 26-28 novembre 2004 à Dublin
  - 2e conseil : 6-8 mai 2005 à Riga
  - 3e conseil : 20-23 octobre 2005 à Kiev
  - 4e conseil : 5-7 mai 2006 à Helsinki
- 2e congrès : 13-14 octobre 2006 à Genève
  - 5e conseil : 15 octobre 2006 à Genève
  - 6e conseil : 16-18 mars 2007 à Berlin
  - 7e conseil : 12-14 octobre 2007 à Vienne
  - 8e conseil : 11-13 avril 2008 à Ljubljana
  - 9e conseil : 9-12 octobre 2008 à Montreuil
- 3e congrès : 27-28 mars 2009 à Bruxelles
  - 10e conseil : 29 mars 2009 à Bruxelles
  - 11e conseil : 16-18 octobre 2009 à Malmö
  - 12e conseil : 19-20 mars 2010 à Barcelone
  - 13e conseil : 8-10 octobre 2010 à Tallinn
  - 14e conseil : 1-3 avril 2011 à Budapest
- 4e congrès : 11-12 novembre 2011 à Paris
  - 15e conseil : 13 novembre 2011 à Paris
  - 16e conseil : 11-13 mai 2012 à Copenhague
  - 17e conseil : 9-11 novembre 2012 à Athènes
  - 18e conseil : 10-12 mai 2013 à Madrid
  - 19e conseil : 8-10 novembre 2013 à Bruxelles
  - 20e conseil et convention électorale : 22 février 2014 à Bruxelles
  - 21e conseil : 7-9 novembre 2014 à Istanbul
  - 22e conseil : 15-17 mai 2015 à Zagreb
  - 23e conseil : 13-15 novembre 2015 à Lyon
  - 24e conseil : 20-22 mai 2016 à Utrecht
  - 25e conseil : 2-4 décembre 2016 à Glasgow (lien)
- 5e congrès : 30 mars-1er avril 2017 à Liverpool (jumelé avec le 4e congrès des Verts mondiaux) (lien)
  - 26e conseil : 2 avril 2017 à Liverpool (lien)
  - 27e conseil : 24-26 novembre 2017 à Karlstad (lien)
  - 28e conseil : 18-20 mai 2018 à Anvers (lien)
  - 29e conseil : 23-25 novembre 2018 à Berlin (lien)
  - 30e conseil : 18-10 novembre 2019 à Tampere (lien)
  - 31e conseil : 10-13 juin 2020 en visioconférence (du fait de la pandémie de Covid-19) (lien)
  - 32e conseil : 2-6 décembre 2020 en visioconférence (idem) (lien)
  - 33e conseil : 25-29 mai 2021 en visioconférence (idem) (lien)
  - 34e conseil : 1-4 décembre 2021 en visioconférence (idem) (lien)
  - 35e conseil : 3-5 juin 2022 à Riga (lien)
- 6e congrès : 2-4 décembre 2022 à Copenhague

## Financement
En tant que parti politique européen, le PVE a droit à un financement public européen, qu'il a reçu sans interruption depuis 2004.
Le graphique ci-dessous montre l'évolution du financement public européen reçu par le PVE.
Montant (€)Financement public européen des partis politiques européens01 000 0002 000 0003 000 0004 000 0005 000 0002004200720102013201620192022Somme maximum allouée au financement publicMontant de financement public effectivement reçu
Conformément au règlement sur les partis politiques européens et les fondations politiques européennes, le PVE collecte également des fonds privés pour cofinancer ses activités. En 2025, les partis européens doivent ainsi trouver au moins 10% de leurs dépenses remboursables auprès de sources privées, le reste pouvant être couvert par le financement public européen.
Le graphique ci-dessous montre l'évolution des contributions et des dons reçus par le PVE.
Montant (€)Contributions reçues par les partis politiques européens0100 000200 000300 000400 000500 000600 00020042008201220162020PVE
Montant (€)Financement public européen des partis politiques européens0200040006000800010 00020042008201220162020PVE

## Membres

### Partis membres
| Pays              | Parti                                           | Chambre basse | Chambre haute | Parlement européen |
| ----------------- | ----------------------------------------------- | ------------- | ------------- | ------------------ |
| Albanie           | Parti vert d'Albanie                            | 0 / 140       |               | Pas dans l'UE      |
| Allemagne         | Alliance 90 / Les Verts                         | 85 / 630      | 13 / 69       | 12 / 96            |
| Autriche          | Les Verts - L'Alternative verte                 | 16 / 183      | 5 / 60        | 2 / 19             |
| Belgique          | Ecolo                                           | 13 / 150      | 5 / 60        | 2 / 21             |
| Belgique          | Groen                                           | 8 / 150       | 4 / 60        | 1 / 21             |
| Bulgarie          | Mouvement vert                                  | 4 / 240       |               | 0 / 17             |
| Croatie           | Nous pouvons !                                  | 10 / 151      |               | 1 / 12             |
| Chypre            | Mouvement écologiste – Coopération citoyenne    | 2 / 56        |               | 0 / 6              |
| Danemark          | Parti populaire socialiste                      | 15 / 179      |               | 2 / 14             |
| Espagne           | Gauche verte (Catalogne)                        | 1 / 350       | 0 / 265       | 0 / 59             |
| Espagne           | Verdes Equo                                     | 0 / 350       | 0 / 265       | 0 / 59             |
| Estonie           | Parti vert estonien                             | 0 / 101       |               | 0 / 7              |
| Finlande          | Ligue verte                                     | 13 / 200      |               | 3 / 14             |
| France            | Europe Écologie Les Verts                       | 28 / 577      | 12 / 348      | 5 / 81             |
| Géorgie           | Parti vert de Géorgie (en)                      | 0 / 150       |               | Pas dans l'UE      |
| Irlande           | Parti vert                                      | 12 / 160      | 5 / 60        | 2 / 13             |
| Italie            | Europe verte-Les Verts                          | 5 / 400       | 1 / 200       | 4 / 76             |
| Italie            | Les Verts du Haut-Adige                         | 0 / 400       | 0 / 200       | 0 / 76             |
| Lettonie          | Les Progressistes                               | 10 / 100      |               | 1 / 9              |
| Lituanie          | Union des démocrates « Pour la Lituanie »       | 14 / 141      |               | 1 / 11             |
| Luxembourg        | Les Verts                                       | 4 / 60        |               | 1 / 6              |
| Malte             | ADPD (en)                                       | 0 / 79        |               | 0 / 6              |
| Moldavie          | Parti vert écologiste (Moldavie) (en)           | 0 / 101       |               | Pas dans l'UE      |
| Monténégro        | Action réformiste unie                          | 4 / 81        |               | Pas dans l'UE      |
| Macédoine du Nord | Renouveau démocratique de Macédoine             | 1 / 123       |               | Pas dans l'UE      |
| Norvège           | Parti de l'environnement - Les Verts            | 3 / 169       |               | Pas dans l'UE      |
| Pays-Bas          | Gauche verte                                    | 13 / 150      | 7 / 75        | 3 / 29             |
| Pologne           | Les Verts                                       | 3 / 460       |               | 1 / 51             |
| Portugal          | Parti écologiste « Les Verts »                  | 0 / 230       |               | 0 / 21             |
| Portugal          | Libre                                           | 4 / 230       |               | 0 / 21             |
| Roumanie          | Parti vert                                      | 0 / 330       | 0 / 136       | 0 / 33             |
| Royaume-Uni       | Parti vert de l'Angleterre et du pays de Galles | 1 / 650       | 2 / 786       | Pas dans l'UE      |
| Royaume-Uni       | Parti vert écossais                             | 0 / 650       | 0 / 786       | Pas dans l'UE      |
| Slovénie          | Parti de la jeunesse - Verts européens          | 0 / 90        |               | 0 / 8              |
| Suède             | Parti de l'environnement Les Verts              | 18 / 349      |               | 3 / 21             |
| Suisse            | Les Verts                                       | 23 / 200      | 3 / 46        | Pas dans l'UE      |
| Tchéquie          | Parti vert                                      | 0 / 200       | 0 / 81        | 0 / 21             |
| Ukraine           | Parti des Verts d'Ukraine                       | 0 / 450       |               | Pas dans l'UE      |

### Partis et mouvements associés
| Pays        | Parti                             | Chambre basse | Chambre haute | Parlement européen |
| ----------- | --------------------------------- | ------------- | ------------- | ------------------ |
| Azerbaïdjan | Azərbaycan Yaşıllar Partiyası     | 0 / 125       |               | Pas dans l'UE      |
| Biélorussie | Parti vert biélorusse (en)        | 0 / 110       | 0 / 64        | Pas dans l'UE      |
| Croatie     | Développement durable croate      | 0 / 151       |               | 0 / 11             |
| Espagne     | Catalogne en commun               | 6 / 350       | 0 / 265       | 0 / 59             |
| Hongrie     | Parti du dialogue pour la Hongrie | 6 / 199       |               | 0 / 21             |
| Portugal    | Personnes–Animaux–Nature          | 1 / 230       |               | 0 / 21             |
| Russie      | Russie verte                      | 0 / 450       | 0 / 170       | Pas dans l'UE      |
| Slovénie    | Vesna - Parti vert                | 0 / 90        |               | 1 / 9              |

### Membres individuels
Le PVE comprend également un certain nombre de membres individuels, bien que, comme la plupart des autres partis européens, il n'ait pas cherché à développer une adhésion individuelle de masse.
Le graphique ci-dessous montre l'évolution des membres individuels du PVE depuis 2019.
Membres individuelsMembres individuels des partis politiques européens0102030405060201920202021202220232024PVE

## Représentation au sein des institutions européennes
| Organisation        | Institution                                        | Nombre de sièges |
| ------------------- | -------------------------------------------------- | ---------------- |
| Union européenne    | Parlement européen                                 | 44 / 720         |
| Union européenne    | Commission européenne                              | 0 / 27           |
| Union européenne    | Conseil européen (chefs d'État ou de gouvernement) | 0 / 27           |
| Union européenne    | Conseil de l'UE (ministres)                        |                  |
| Union européenne    | Comité européen des régions                        | 10 / 329         |
| Conseil de l'Europe | Assemblée parlementaire (dans le groupe SOC)       | 157 / 612        |